# Land- und Stadtgericht Memel
Das Land- und Stadtgericht Memel war von 1811 bis 1849 ein preußisches Land- und Stadtgericht mit Sitz in Memel.

## Geschichte
Das Land- und Stadtgericht Memel wurde 1811 gebildet. Es war ein Gericht 1. Klasse im Sprengel des Oberlandesgerichts Königsberg.
1837 umfasste der Gerichtsbezirk die Stadt Memel mit 12.647 Gerichtseingesessenen und 242 Ortschaften mit 17.885 Gerichtseingesessenen (zusammen also 30.532 Gerichtseingesessene). Am Gericht waren ein Direktor, sieben Richter und 30 weitere Mitarbeiter beschäftigt.
Nach der Märzrevolution wurden 1849 einheitlich Kreisgerichte gebildet. In Memel entstand so das Kreisgericht Memel.